# Longeville-lès-Saint-Avold
Longeville-lès-Saint-Avold é uma comuna francesa na região administrativa de Grande Leste, no departamento de Mosela. Estende-se por uma área de 24,54 km². Em 2010 a comuna tinha 3 718 habitantes (densidade: 151,5 hab./km²).